# Marquina de Suso
Marquina de Suso es un despoblado que actualmente forma parte del concejo de Marquínez, que está situado en el municipio de Bernedo, en la provincia de Álava, País Vasco (España).

## Historia
Documentado desde 1025 (Reja de San Millán), para 1257 estaba despoblado.
Actualmente en sus tierras solo queda en pie la ermita de San Juan Bautista.